# Justicia flava
Justicia flava là một loài thực vật có hoa trong họ Ô rô. Loài này được (Vahl) Vahl mô tả khoa học đầu tiên năm 1791.